# 黒津村
黒津村（くろづむら）は、かつて岐阜県本巣郡に存在した村である。
現在の本巣市根尾黒津に該当するが、現在は無人集落である。

## 歴史
- 1889年（明治22年）7月1日 - 町村制により黒津村が発足。
- 1897年（明治30年）4月1日 - 市場村・越卒村・越波村・門脇村・神所村・天神堂村・長島村・長嶺村・中村と合併し、中根尾村が発足。同日黒津村は廃止。

## 教育
- 黒津尋常小学校　（後の根尾村立黒津小学校。1971年長嶺小学校黒津分校となり、1985年廃校）

## その他
- 過疎化が著しく、2015年7月現在、この地域で登録されている人口は1人となっている[2]。